# Johannes Bilberg
Johannes Bilberg, född 17 november 1646 i Mariestad, död 11 mars 1717, var en svensk teolog, professor och biskop. Som professor var han inblandad i den cartesianska striden.

## Biografi
Johannes Bilberg var son till skolrektorn och kyrkoherden Jonas Amberni och hans hustru Ingrid Denckert, och upptog själv sitt släktnamn. Tretton år gammal, inskrevs Bilberg 1659 vid Uppsala universitet. Efter en avlagd filosofie kandidatexamen i Uppsala, företog Bilberg som informator för en ung friherre Ulf Bonde en utrikes resa, där de besökte främmande hov och framstående universitet i Europa. Hemkommen 1677 utnämndes han två år därefter till professor i matematik vid Uppsala universitet.
Vid den här tiden hade en strid utbrutit mellan den nya cartesianska filosofin och den teologiska ortodoxin i Uppsala. Även prästerna vid riksdagen engagerade sig i debatten, vilket gjorde att regeringen fann sig nödsakad att tillsätta en särskild kommission för att granska och avgöra stridsfrågan. Kompromissen gav i huvudsak Bilberg och cartesianerna rätt, och för att fullkomna deras seger, förflyttade Karl XI Bilberg från hans lärostol vid filosofiska fakulteten till en sådan inom den teologiska. Detta väckte mycket ont blod bland teologerna, och Bilbergs disputationer blev censurerade och undertryckta, och kungen måste ge ärkebiskop Olov Svebilius i uppdrag att undersöka och lösa tvisterna.
Något verkligt slut blev det inte på konflikterna, förrän kungen i stället utnämnde Bilberg till prost och kyrkoherde i Örebro 1692. Här i sitt nya hem samlade Bilberg en skara lojala lärjungar, för vilka han föreläste i teologi och filosofi, så ofta han fick möjlighet därtill.
År 1695 gjorde Bilberg på kung Karl XI:s befallning en resa till Torneå och Kengis tillsammans med Anders Spole för att studera midnattssolen. Han publicerade därefter en skrift på latin och svenska med titeln Refractio solis inoccidui, in septemtrionalibus oris (Midnattssolens rätta och synlige rum uti Norrlanden).
1701 utnämndes Bilberg efter att Erik Benzelius blivit ärkebiskop, till biskop i Strängnäs stift, ett ämbete han innehade fram till sin död 1717.
1683 gifte sig Bilberg med Margareta Staaf, vars far var handlande i Uppsala. Hennes mor var Johan Upmark Rosenadlers syster Margareta Eriksdotter Ångerman, och styvfar var Johannes Gartman De fick fyra barn, vilka år 1712 adlades av Karl XII i Bender med bibehållande av faderns namn.